# 清華五校聯盟
清華五校聯盟（英語：NTHU Scientific Research Industrialization Platform of Five Universities Alliance，GLORIA），是一個由中華民國國家科學及技術委員會支持，以國立清華大學為核心，整合5間大學共同成立的科研成果產業化平台（產學聯盟）
。

## 概要
國立清華大學國際產學營運總中心為配合中華民國科技部科研產業化平台計畫，推動臺灣產學合作之「產業需求導向」、「前瞻技術研發」、「多元產合主題」及「科研成果產業化」發展，清華（NTHU）於2021年1月27日與國立政治大學（NCCU）、輔仁大學（FJCU）、逢甲大學（FCU）、淡江大學（TKU）共同組成「清華五校聯盟」。
五校形成領域互補的團隊，彼此分工合作，針對重點領域（如下）研發科技並培育人才，構築「企業出題，學校解題」的產學合作模式。

### 重點領域
- 資訊及數位
- 數位金融
- 生醫
- 綠電及再生能源
- 國防及戰略

## 活動
- 2021年6月：輔仁大學暨國立清華大學「SPARK計畫」開始徵件[3]。
- 2021年9月：輔仁大學與東森集團締約建置「輔大東森樂活健康產學中心」與「輔大東森智慧數據中心」，五校代表共同觀禮[4]。
- 2021年11月：
  - 臺日生醫論壇（2021 Japan-Taiwan Symposium）。日本學術振興會（JST）總裁濱口道成（日语：濱口道成）及京都大學、奈良先端科學技術大學院大學、輔仁大學、國立清華大學四校校長、副校長及學者（包括諾貝爾級學者北川進）與會[5]。
  - 五校聯盟在BioASIA亞洲生技大展參展[6]。

### COVID-19 企業快篩服務
為應對世界性的2019冠状病毒病疫情，五校聯盟構築向國內企業提供快篩服務，由輔大及輔大醫院執行。

## 五校聯盟成員
| # | 學校名稱     | 區位 | 產學優勢           |
| - | ------------ | ---- | ------------------ |
| 1 | 國立清華大學 | 北部 | 資訊科技、生物科技 |
| 2 | 國立政治大學 | 北部 | 金融、商管         |
| 3 | 輔仁大學     | 北部 | 生醫               |
| 4 | 逢甲大學     | 中部 | 國防、民生         |
| 5 | 淡江大學     | 北部 | 再生能源           |

## 註腳
1. 1 2 3  .   [2021-11-18]. （原始内容存档于2021-11-18）.
2. ↑  .   [2021-11-18]. （原始内容存档于2021-11-18）.
3. ↑  .   [2021-11-18]. （原始内容存档于2021-11-18）.
4. ↑  .   [2021-11-18]. （原始内容存档于2021-11-18）.
5. ↑  .   [2021-11-18]. （原始内容存档于2021-11-18）.
6. ↑  .   [2021-11-18]. （原始内容存档于2021-11-18）.
7. ↑  .   [2021-11-18]. （原始内容存档于2021-11-18）.

## 外部連結
- 清華五校聯盟網站 （页面存档备份，存于）
- 清華五校聯盟 - 科研產業化平台官網 （页面存档备份，存于）